# Roxy Music
I Roxy Music sono stati un gruppo musicale glam rock britannico attivo tra il 1970 e il 1983.
Sono considerati una delle maggiori influenze per il movimento musicale new romantic e synthpop dei primi anni ottanta, in particolare al riguardo di gruppi come Duran Duran, ABC, Spandau Ballet, Ultravox e Japan.

## Storia
Formatisi a Londra, nel 1970 i Roxy Music emergono come uno dei gruppi più singolari della scena rock britannica, con uno stile sperimentale e coraggioso. Frettolosamente messi nello stesso calderone con la scena glam di gruppi quali T. Rex, Mott the Hoople, Sweet e Slade, in realtà i Roxy Music mostrano una sensibilità diversa già con il loro album di debutto Roxy Music (1972), prodotto da Pete Sinfield, che sulla scia del singolo Virginia Plain (numero 4 nella classifica dei singoli), li porta nella Top 10 britannica. La rivista Melody Maker ne parla come "miglior album dell'anno".
In seguito al secondo - e più acclamato - LP For Your Pleasure (1973), Brian Eno lascia i Roxy Music, sostituito da Eddie Jobson (ex membro dei Curved Air, futuro membro fondatore del gruppo UK e collaboratore di Frank Zappa e Jethro Tull tra gli altri), che porterà nel gruppo l'innovazione del violino. L'uscita di Eno imporrà al gruppo una nuova fisionomia meno sperimentale e avanguardista ma più raffinata e delicata. Gli album successivi: Stranded (1973) (che giunse al primo posto nel Regno Unito), Country Life (1974) e Siren (1975), mostreranno una direzione musicale diversa dagli album precedenti, strizzando più l'occhio alla scena soul e disco. Inoltre si impone sempre più la posizione di Front-Man di Bryan Ferry, il cui abbigliamento diventa sempre più elegante e ricercato.
È questo il periodo in cui molti gruppi nascenti dei primissimi anni '80, come gli Ultravox (ancorché post John Foxx) e i Japan, verranno influenzati dai Roxy Music, dall'eleganza blasé con una rappresentazione di sound mitteleuropei e decadenti.
L'album Manifesto, con copertina progettata da Bryan Ferry con il famoso fotografo Anthony Price esce dopo una pausa di 4 anni nel 1979 ed è l'ultimo con il batterista membro originale Paul Thompson. Il seguente Flesh + Blood (1980) riporta i Roxy Music al numero uno delle classifiche inglesi, grazie alle hit Over You, Oh Yeah e Same Old Scene. In seguito alla tragica morte di John Lennon nel dicembre 1980, i Roxy Music, in suo onore, pubblicano una cover di Jealous Guy che li porterà in vetta alle classifiche britanniche dei 45 giri. Il popolarissimo album Avalon (1982), che conquistò anch'esso la vetta delle classifiche britanniche, sulla scia del singolo More than This, chiuse la loro illustre carriera. È allora infatti che Bryan Ferry decide di continuare la carriera come solista (iniziata già parallelamente ai Roxy Music).
Le copertine dei loro album in studio sono sempre state caratterizzate da figure femminili, concepite e curate nella maggioranza dallo stilista inglese Antony Price e dagli art designer Nicolas De Ville e Peter Saville. In particolare si possono ricordare le copertine dell'album For your pleasure del 1973 che ritrae una ancora poco nota Amanda Lear e quella di Siren del 1975 in cui compare una sirena interpretata dalla modella Jerry Hall, che allora aveva una relazione con Bryan Ferry. La copertina dell'album Country Life ritrae le modelle Constanze Karoli e Eveline Grunwald seminude, e ciò scatenò la censura in alcuni paesi quali Stati Uniti, Spagna e Paesi Bassi, dove l'album fu distribuito in un involucro di plastica nera.
Nel 2001 i Roxy Music (senza Eno) stupiscono il mondo musicale annunciando una "reunion" per una tournée mondiale molto fortunata. Appaiono di nuovo nel luglio 2005 nella tranche berlinese di Live 8.
Tra i gruppi più recenti che hanno dichiarato l'influenza dei Roxy Music ci sono: gli Chic, i Duran Duran, i Japan, gli Spandau Ballet, gli Ultravox e i Visage negli anni ottanta; i Pulp negli anni novanta.
Nel 2019 i Roxy Music sono stati inseriti nella Rock and Roll Hall of Fame. Per l'occasione i tre membri dell'ultima formazione Ferry, Manzanera e MacKay si sono ritrovati sul palco del Barclays Center di New York (assenti quindi gli altri membri fondatori Brian Eno e Paul Thompson); presentati da John Taylor e Simon Le Bon dei Duran Duran, si sono esibiti in sei dei loro successi.
A settembre 2022, in occasione dei 50 anni dal loro album di debutto, è partito da Toronto il tour Re-make/Re-model

## Formazione

### Formazione finale
- Bryan Ferry – voce, tastiere (1970-1983)
- Phil Manzanera – chitarra (1972-1983)
- Andy Mackay – sassofono (1970-1983)

### Ex componenti
- Paul Thompson – batteria (1971-1979)
- Graham Simpson – basso (1971-1972)
- Rik Kenton – basso (1972)
- Dexter Lloyd – batteria (1970)
- Brian Eno – sintetizzatore, trattamenti, voce (1970-1973)
- David O'List – chitarra (1971-1972)
- John Gustafson – basso (1973-1976)
- Eddie Jobson – sintetizzatore, violino (1973-1976)

## Discografia

### Album in studio
- 1972 – Roxy Music (Island)
- 1973 – For Your Pleasure (Island)
- 1973 – Stranded (Island)
- 1974 – Country Life (Island)
- 1975 – Siren (Island)
- 1979 – Manifesto (Reprise, Virgin)
- 1980 – Flesh + Blood (Polydor Records, EG)
- 1982 – Avalon (Warner Bros., Polydor Records, EG)

### Live
- 1976 – Viva! (Island)
- 1990 – Heart Still Beating (Reprise)
- 1998 – Concert Classics (Dream Catcher)
- 2000 – Valentine (NMC)
- 2001 – Concerto (Pilot)
- 2001 – Vintage (Pilot)
- 2002 – Ladytron (Superior Records)
- 2002 – Reflection (NMC)
- 2003 – Roxy Music Live (Eagle)

### Raccolte
- 1977 – Greatest Hits (EG/Polydor)
- 1981 – The First Seven Albums (EG/Polydor)
- 1983 – The Atlantic Years 1973-1980 (EG/Polydor)
- 1986 – Street Life: 20 Great Hits (EG)
- 1988 – The Ultimate Collection (EG/EMI)
- 1989 – The Early Years (EG)
- 1989 – The Later Years (EG)
- 1995 – The Thrill of It All (Virgin)
- 1995 – More than This (Virgin/EMI)
- 2001 – The Best of Roxy Music (Virgin)
- 2004 – The Platinum Collection (Virgin)
- 2011 – Siren/Manifesto/Flesh and Blood/Avalon (EMI)
- 2012 – The Complete Studio Recordings (Virgin)
- 2012 – 5 Album Set (EMI)
- 2015 – The Studio Albums (Virgin)

### EP
- 1983 – The High Road (Reprise/Polygram)